# Sagada
Sagada est une municipalité de 5e classe située dans la Mountain Province aux Philippines. Selon le recensement de 2010 elle est peuplée de 11 244 habitants. Sagada est célèbre pour ces « cercueils suspendus ».

## Barangays

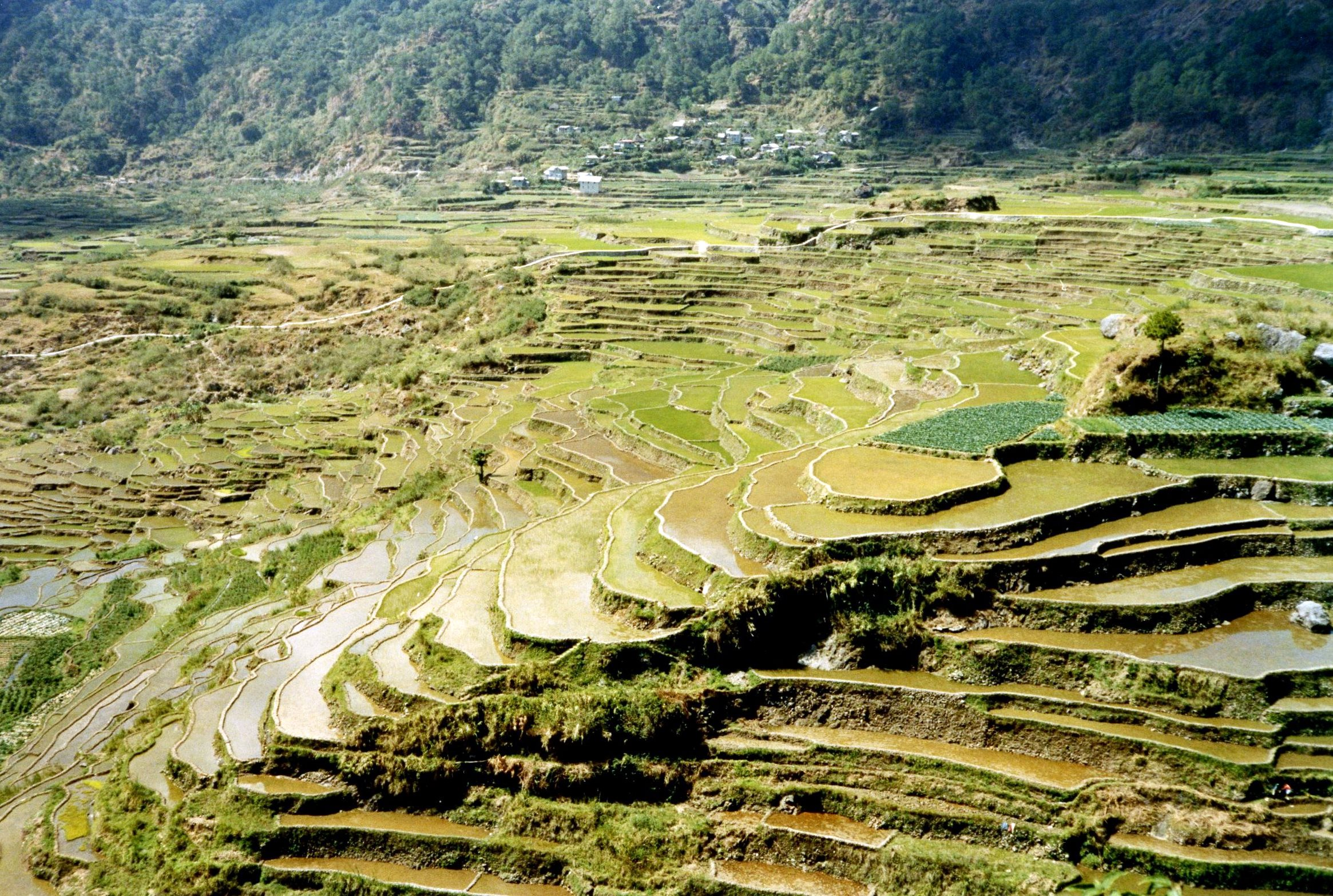
Rizières en terrasse de Sagada

Sagada est divisée en 19 barangays.
- Aguid
- Ambasing
- Angkileng
- Antadao
- Balugan
- Bangaan
- Dagdag
- Demang
- Fidelisan
- Kilong
- Madongo
- Patay
- Pide
- Nacagang
- Suyo
- Taccong
- Tanulong
- Tetepan Norte
- Tetepan Sur

## Démographie
| Année | Habitants | Évolution |
| ----- | --------- | --------- |
| 1995  | 10 354    | -         |
| 2000  | 10 575    | 2,13 %    |
| 2007  | 10 930    | 3,36 %    |
| 2010  | 11 244    | 2,87 %    |